# Bird Island (Minnesota)
Bird Island ist eine Kleinstadt (mit dem Status „City“) im Renville County im US-amerikanischen Bundesstaat Minnesota. Das U.S. Census Bureau hat bei der Volkszählung 2020 eine Einwohnerzahl von 1.005 ermittelt.

## Geografie
Bird Island liegt im mittleren Südwesten Minnesotas auf 44°45′53″ nördlicher Breite und 94°53′41″ westlicher Länge. Die Stadt erstreckt sich über eine Fläche von 3,96 km².
Benachbarte Orte von Bird Island sind Lake Lillian (20,4 km nördlich), Hector (15,2 km östlich), Franklin (27 km südlich) und Olivia (8,1 km westlich).
Die nächstgelegenen größeren Städte sind Minneapolis (148 km östlich), Minnesotas Hauptstadt Saint Paul (160 km in der gleichen Richtung), Rochester (256 km ostsüdöstlich), Iowas Hauptstadt Des Moines (460 km südsüdöstlich), Omaha in Nebraska (473 km südlich), Sioux Falls in South Dakota (244 km südwestlich) und Fargo in North Dakota (319 km nordwestlich).

## Verkehr
Der U.S. Highway 212 führt in West-Ost-Richtung durch Bird Lake und kreuzt in der Ortsmitte die Minnesota State Route 19, die als Hauptstraße in Nord-Süd-Richtung verläuft. Alle weiteren Straßen sind untergeordnete Landstraßen, teils unbefestigte Fahrwege oder innerörtliche Verbindungsstraßen.
In West-Ost-Richtung führt eine Eisenbahnstrecke der Twin Cities and Western Railroad durch das Stadtgebiet von Bird Island.
Mit dem Olivia Regional Airport befindet sich 11 km westlich ein kleiner Flugplatz. Der nächste Großflughafen ist der Minneapolis-Saint Paul International Airport (145 km östlich).

## Demografische Daten
Nach der Volkszählung im Jahr 2010 lebten in Bird Island 1042 Menschen in 487 Haushalten. Die Bevölkerungsdichte betrug 263,1 Einwohner pro Quadratkilometer. In den 487 Haushalten lebten statistisch je 2,11 Personen.
Ethnisch betrachtet setzte sich die Bevölkerung zusammen aus 97,2 Prozent Weißen, 0,4 Prozent Afroamerikanern, 0,2 Prozent Asiaten, 0,2 Prozent Polynesiern sowie 1,2 Prozent anderen ethnischen Gruppen; 0,9 stammten von zwei oder mehr Ethnien ab. Unabhängig von der ethnischen Zugehörigkeit waren 3,2 Prozent der Bevölkerung spanischer oder lateinamerikanischer Abstammung.
20,2 Prozent der Bevölkerung waren unter 18 Jahre alt, 59,3 Prozent waren zwischen 18 und 64 und 20,5 Prozent waren 65 Jahre oder älter. 50,2 Prozent der Bevölkerung war weiblich.

Das mittlere jährliche Einkommen eines Haushalts lag bei 41.635 USD. Das Pro-Kopf-Einkommen betrug 28.014 USD. 12,6 Prozent der Einwohner lebten unterhalb der Armutsgrenze.